# 深深地
〈深深地〉（英語："Deeper And Deeper"）是美國女歌手瑪丹娜在1992年12月發行的歌曲，為她第五張錄音室專輯《情慾》（英語：Erotica）中所發行的第二首單曲。〈深深地〉在告示牌單曲榜上最高成績為第7名。

## 資料

### 歌曲簡介
〈深深地〉是瑪丹娜同年專輯《情慾》推出的第二首單曲，它由瑪丹娜與製作人Shep Pettibone兩人共同譜寫編製。〈深深地〉是一首屬於浩室曲風的舞曲，原本瑪丹娜是想在這首舞曲中加進一段佛朗明哥吉他演奏，但是製作人Shep Pettibone他不喜歡瑪丹娜這個構想，最後在兩人各自妥協讓步之下，將瑪丹娜原本意屬的佛朗明哥吉他演奏改成原音吉他演奏，不過還是讓這首浩室舞曲增添了些許瑪丹娜要的拉丁風味。
瑪丹娜希望將〈深深地〉的音樂影片塑造成1970年代阿哥哥的仿古味道，因此她在影片中頂著爆炸頭、身穿喇叭褲、腳踏恨天高，在瀰漫著煙霧的舞池裡盡情跳舞。影片中除了可見到瑪丹娜復古打扮的造型之外，她與疑似父親角色的男演員相擁畫面，也隱約透露出曖昧的戀父情節。

### 商業成績
〈深深地〉在專輯首發單曲〈情慾〉之後發行，可惜瑪丹娜這次專輯過於情色的主題已讓許多聽眾粉絲反感，不僅使單曲〈情慾〉止步於第3名無法再更進一步，也連帶影響到專輯後面單曲的成績。果不其然〈深深地〉在單曲榜最高只獲得第7名，但幸好它在榜內停留了17週之久，因此在1993年告示牌的年終百大單曲排名中仍穩佔第66名，而它在舞曲榜的表現更為亮眼，成為冠軍舞曲。
〈深深地〉在英國單曲榜成績為第6名。